# Хесус Навас
Хесус Навас Гонсалес (на испански: Jesús Navas González) е бивш испански футболист, роден на 21 ноември 1985 г. в Лос Паласиос. Играе на поста десен бек.

## Клубна кариера

### Севиля
Навас се присъединява към академията на Севиля на петнадесетгодишна възраст. На 23 ноември 2003 г. дебютира за мъжкия отбор в Примера дивисион, влизайки като резерва срещу Еспаньол, а до края на сезона записва още шест мача. От следващия сезон вече е в А отбора. Навас изиграва много силен сезон 2005/2006 и има голям принос за спечелването на Купата на УЕФА. През лятото на 2006 г. Севиля постига уговорка с Челси за продажбата на играча, но той отказва защото страда от хронична носталгия, която по-късно е пречка и за Арсенал, чиито треньор Арсен Венгер следи Навас в продължение на две години. В следващите три сезона Навас е играчът с най-много асистенции в Севиля и неизменно присъства в класацията с петдесетте най-добри играчи в Испания на списание Дон Балон. През 2007 г. отново става носител на Купата на УЕФА, а на сметката си има и две спечелени Купи на краля.

### Манчестър Сити
През лятото на 2013 г. преминава в английския отбор на Манчестър Сити с договор за 5 г. и 2,5 млн. евро на сезон.

## Национален отбор
През септември 2004 г. навас дебютира за младежкия национален отбор на Испания. Добрите му игри както за Севиля, така и за националния отбор карат мнозина да смятат Навас за бъдеща звезда от световна класа. Той обаче страда от носталгия, епилептични припадъци и панически пристъпи и това го принуждава да прекрати международната си кариера. През 2009 г. обаче той изявява желание да играе за националния отбор в опит да превъзмогне проблемите си. На 14 ноември 2009 г. дебютира за мъжкия национален отбор срещу националния отбор на Аржинтина, а подготвителните мачове преди Световното първенство в Южна Африка отбелязва първия си гол срещу отбора на националния отбор на Южна Корея. На самото първенство взима участине в три мача, включително и на спечеления финал срещу националния отбор на Холандия.

### Голове
| #  | Дата        | Място            | Съперник   | Гол в мача | Краен резултат | Повод     |
| -- | ----------- | ---------------- | ---------- | ---------- | -------------- | --------- |
| 1. | 3 юни 2010  | Инсбрук, Австрия | Южна Корея | 1–0        | 1 – 0          | Пр.среща  |
| 2. | 18 юни 2012 | Гданск, Полша    | Хърватска  | 0–1        | 0 – 1          | Евро 2012 |

## Успехи
Севиля
- Купа на УЕФА
  - Носител: 2006, 2007, 2020
- Суперкупа на УЕФА
  - Носител: 2006
  - Финалист: 2007
- Купа на краля
  - Носител: 2007, 2010
- Суперкупа на Испания
  - Носител: 2007

 Испания
- Световно първенство по футбол
  - Шампион: 2010

Манчестър Сити
- Английска висша лига
  - Шампион: 2013/14
- Купа на лигата на Англия
  - 2014, 2016